# سارا زندیه
سارا زندیه یک فیلمساز ایرانی آمریکایی است که مقام دوم جشنواره فیلم تریبکا برای فیلم جشن استخری را کسب کرد و توجه ویژه هیئت داوران ویژه را جلب کرد. زندیه یک محقق فولبرایت در دانشگاه کلمبیا است.

## جشنواره فیلم تریبکا ۲۰۱۰
فیلم زندیه یکی از ۴۷ فیلم کوتاه بود که در سینماهای منهتن جنوبی به نمایش درآمد. در میان فیلم‌های برتر کارگردانان، او مقابل کیریستن دانست رقابت کرد.
در تاریخ ۲۹ آوریل ۲۰۱۰، جشن استخری در بیست و سومین جشنواره سالانه فیلم دانشکده هنر دانشگاه کلمبیا به نمایش درآمد.

## جوایز
زندیه در سال ۲۰۰۹–۲۰۱۰ از برنامه فولبرایت یک جایزه دریافت کرد. این برنامه «شناخته شده‌ترین و معتبرترین برنامه مبادله بین‌المللی در جهان» است. او یکی از ۴۰ دانشجوی کنتاکی است که به عنوان دانشجوی فیلم‌سازی از ترکیه انتخاب و در فهرست وزارت امور خارجه ایالات متحده قرار گرفت.

## فیلم‌شناسی
- رضا حسینی به بازار می‌رود (۲۰۱۲): فیلم کوتاه
- جشن استخری (۲۰۱۰): فیلم کوتاه
- یک ازدواج ساده (۲۰۱۹)